# Gåsö naturvårdsområde
Gåsö naturvårdsområde (även Gåsöskärgården) är ett naturvårdsområde (sedan 1999 likställt med naturreservat) i Skaftö socken i Lysekils kommun i Bohuslän.
Området består av de tre större öarna Gåsö, Tjällsö och Storö samt ett större antal småöar runt omkring. Området ligger i Gullmarsfjordens mynningsområde söder om Lysekil. Större delen av öarna upptas av hällmarker. På Gåsö finns en del ängsmark med rik flora. Skären väster om Gåsö är yngelplats för knubbsäl och är ett sälskyddsområde.
Gåsöskärgårdens berggrund utgör den sydligaste utlöparen av bohusgraniten, som här har en speciell kvalitet, så kallad  gåsögranit.
Området är 201 hektar stort och skyddat sedan 1987. 

## Källor

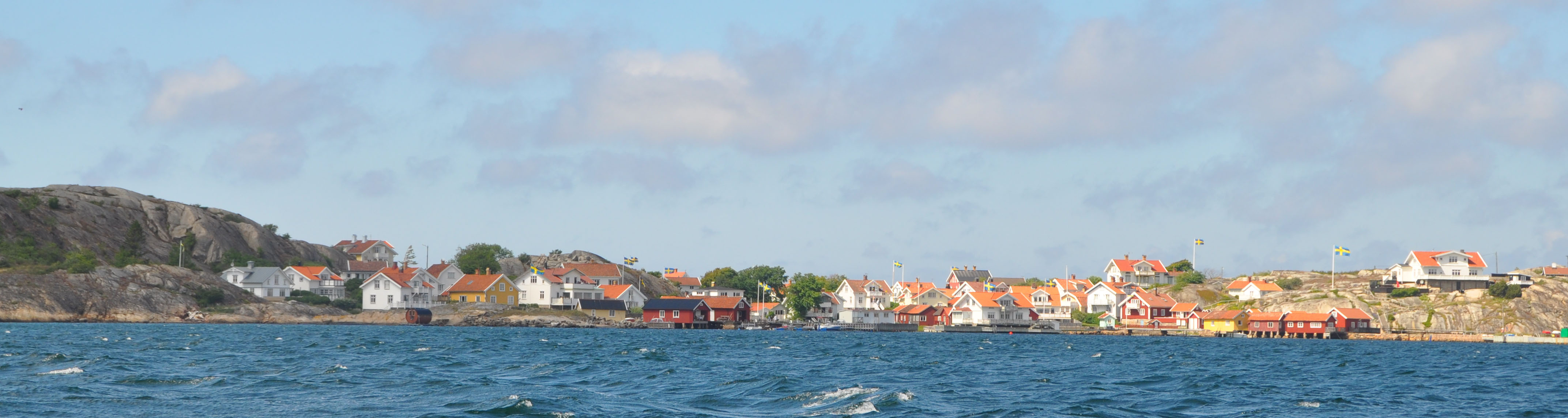
Gåsö och Gåsöfjorden